# Carter (Oklahoma)
Carter és una població dels Estats Units a l'estat d'Oklahoma. Segons el cens del 2000 tenia 254 habitants.

## Demografia
Segons el cens del 2000, Carter tenia 254 habitants, 114 habitatges, i 68 famílies. La densitat de població era de 213,2 habitants per km².
Dels 114 habitatges en un 26,3% hi vivien nens de menys de 18 anys, en un 47,4% hi vivien parelles casades, en un 9,6% dones solteres, i en un 39,5% no eren unitats familiars. En el 34,2% dels habitatges hi vivien persones soles el 15,8% de les quals corresponia a persones de 65 anys o més que vivien soles. El nombre mitjà de persones vivint en cada habitatge era de 2,23 i el nombre mitjà de persones que vivien en cada família era de 2,9.
Per edats la població es repartia de la següent manera: un 21,3% tenia menys de 18 anys, un 11,4% entre 18 i 24, un 30,7% entre 25 i 44, un 22,8% de 45 a 60 i un 13,8% 65 anys o més.
L'edat mediana era de 37 anys. Per cada 100 dones de 18 o més anys hi havia 102 homes.
La renda mediana per habitatge era de 21.250 $ i la renda mediana per família de 26.250 $. Els homes tenien una renda mediana de 20.125 $ mentre que les dones 16.500 $. La renda per capita de la població era de 17.216 $. Entorn del 24,2% de les famílies i el 28,9% de la població estaven per davall del llindar de pobresa.

## Poblacions més properes
El següent diagrama mostra les poblacions més properes.